# Ernai
Ernai (del euskera, 'Atento' o 'Despierto') es una organización política juvenil que actúa en  el País Vasco y Navarra. Al igual que se ha considerado a Sortu como formación heredera de Batasuna, se ha considerado a Ernai heredera de Segi. Se define principalmente como independentista, socialista y feminista. Pese a reconocer el territorio de Euskal Herria como marco de lucha, en el País Vasco francés su espacio político estuvo representado por la organización juvenil Aitzina! hasta 2020.

## Historia
Ernai se constituyó en la localidad navarra de Estella el 2 de marzo de 2013 como organización juvenil del entorno de la izquierda abertzale, tras la disolución de Segi en 2012. Su acto de presentación contó con la presencia del histórico militante de la izquierda abertzale Joseba Álvarez en nombre de Sortu, la secretaria general del sindicato LAB Ainhoa Etxaide y el expreso de ETA Oier González.
Aunque es orgánicamente independiente de Sortu, asume al igual que dicho partido la ponencia Zutik Euskal Herria de la izquierda abertzale.
El principal eje de trabajo de Ernai es la creación de nuevos modelos de vida, trabajando así temas como la socioeconomía, el ocio, el euskera, la educación formal, el ecologismo, el feminismo, el internacionalismo o la formación político-ideológica, además de dar pasos en el proceso de resolución del «conflicto vasco».